# Jim Kay
Jim Kay (4 aprile 1974) è un illustratore e stampatore britannico, scelto personalmente da J. K. Rowling per illustrare la riedizione della saga di Harry Potter, pubblicata a partire dal 2015.

## Biografia
Nato nel Northamptonshire, nella regione inglese delle Midlands, i primi interessi di Kay sono stati l'arte e la storia naturale, in particolare la botanica e l'entomologia e il loro rapporto con l'ambiente. Ha frequentato l'Università di Westminster presso l'Harrow Campus, un punto di osservazione privilegiato per le vedute di Londra nello smog che era stato utilizzato dai pittori vittoriani.
Per due anni, Kay è stato impiegato negli archivi della Tate Britain, lavorando con le carte personali di artisti come Paul Nash e Stanley Spencer. Il suo lavoro successivo come assistente curatore per la collezione di illustrazioni presso i Royal Botanic Gardens di Kew lo ha portato in contatto con i ricchi archivi di collezioni d'arte indiane, manoscritti illustrati, erboristeria e documenti dell'era dell'esplorazione britannica, in particolare il lavoro di artisti indiani impiegati dai botanici per produrre dipinti di flora locale.
Nel 2008, Kay ha esposto una mostra personale che è stata presentata a Richmond sul tema della produzione di idee per libri per bambini.
Nel 2013 è stato selezionato personalmente da J. K. Rowling per realizzare le illustrazioni di tutti i titoli della serie di Harry Potter. I primi quattro volumi contenenti le sue illustrazioni sono stati pubblicati tra il 2015 e il 2019. Il 17 febbraio 2022, Bloomsbury ha annunciato che il quinto libro non solo conterrà le opere di Jim Kay, ma anche quelle del pluripremiato illustratore Neil Packer.

## Premi e riconoscimenti
Nel 2012 ha ricevuto la Kate Greenaway Medal per le sue illustrazioni nel libro Sette minuti dopo la mezzanotte di Patrick Ness.

## Opere in italiano
- Patrick Ness, Sette minuti dopo la mezzanotte, collana Contemporanea, traduzione di Giuseppe Iacobaci, prima, Mondadori, 2012,  p. 222.
- J. K. Rowling, Harry Potter e la pietra filosofale, a cura di Stefano Bartezzaghi, traduzione di Marina Astrologo, illustrazioni di Jim Kay, Salani, 2015,  p. 256, ISBN 9788869183157.
- J. K. Rowling, Harry Potter e la camera dei segreti, a cura di Stefano Bartezzaghi, traduzione di Marina Astrologo, illustrazioni di Jim Kay, Salani, 2016,  p. 272, ISBN 9788869185182.
- J. K. Rowling, Harry Potter e il prigioniero di Azkaban, a cura di Stefano Bartezzaghi, traduzione di Beatrice Masini, illustrazioni di Jim Kay, Salani, 2017,  p. 336, ISBN 9788869186127.
- J. K. Rowling, Harry Potter e il calice di fuoco, a cura di Stefano Bartezzaghi, traduzione di Beatrice Masini, illustrazioni di Jim Kay, Salani, 2019,  p. 464, ISBN 9788893819930.
- J. K. Rowling, Harry Potter e l'Ordine della fenice, a cura di Stefano Bartezzaghi, traduzione di Beatrice Masini, illustrazioni di Jim Kay e Neil Packer, Salani, 2022,  p. 576, ISBN 9788869186141.